# Heinrich von dem Bergh

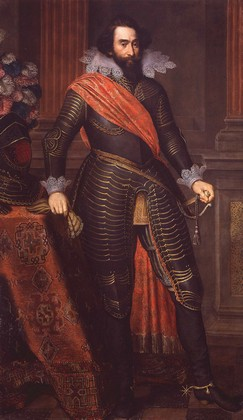
Heinrich von dem Bergh

Heinrich Graf von dem Bergh (niederländisch Hendrik van den Bergh) (* 1573 in Bremen; † 22. Mai 1638 in Zutphen), Markgraf von Bergen op Zoom und Herr von Stevensweerd, war ein spanischer General aus dem Adelsgeschlecht Leck.

## Leben
Heinrich, der siebte Sohn des Grafen Wilhelm IV. von dem Bergh und der Maria von Nassau, trat wie alle seine Brüder in spanischen Kriegsdienst und zeichnete sich namentlich unter Spinola so aus, dass er nach Beendigung des zwölfjährigen Waffenstillstandes während des Achtzigjährigen Krieges der zweithöchste kommandierende Offizier im Heere der Erzherzöge Albrecht und Isabella wurde. 1618 trat er in die Fußstapfen seines Bruders Frederik als Statthalter von Spanisch Geldern. Er befehligte die Truppen, die im Winter 1623/24 über die zugefrorene Ijssel in Geldern einfielen und dabei bis Ede vordrangen. 1628 wurde er Kommandant des in den Vereinten Provinzen kämpfenden spanischen Heeres, aber es gelang ihm nicht, 1629 die Belagerung von ’s-Hertogenbosch durch die Truppen Prinz Friedrich Heinrichs aufzubrechen. Hendrik marschierte bis in die Nähe von Amersfoort, aber als die Stadt Wesel – der Nachschubort der spanischen Truppen – durch die niederländische Armee eingenommen wurde, war er gezwungen, sich zurückzuziehen. Um 1630 nahm Graf Hendrik mit seinem Cousin Friedrich Heinrich von Oranien Kontakt auf, weil er über einen Wechsel auf die Seite der Republik nachdachte, der 1632 in die Tat umgesetzt wurde. Graf Hendrik gewährte Friedrich Heinrich freien Durchmarsch entlang der Maas. Auf diesem Feldzug wurde in nur acht Tagen der größte Teil von Spanisch Geldern – darunter die Städte Venlo, Roermond und zudem Maastricht – erobert. Direkt nach der Eroberung von Roermond gab Graf Hendrik öffentlich bekannt, dass er die spanische Seite verlassen hatte.
Wegen seines militärischen Ranges wurde er Führer der meist aus begüterten Adeligen bestehenden Nationalen Partei in den südlichen spanischen Niederlanden. Diese war unzufrieden mit dem Einfluss der Spanier im Heer und Rat und sann auf Anschluss an die Holländer.
Die Partei war ohne Anhang im Volk und Heer und nicht im Stande, es weiter als zu Entwürfen zu bringen. Heinrich flüchtete 1632 nach Lüttich und rief die Belgier zu den Waffen gegen Spanien und für die katholische Religion. Aber nur wenige ließen sich von ihm anwerben.
Graf Heinrich beschloss sein Leben 1638 im Schutz derjenigen, die er vierzig Jahre bekämpft hatte. Er starb in Zutphen nach einem Kutschenunfall und wurde als letzter Graf Van den Bergh in der gräflichen Gruft der alten St. Pancratiuskerk, heute die reformierte Kirche von ’s-Heerenberg, beigesetzt.

## Nachkommen
Im Jahre 1612 heiratet er Margaretha van Wittem van Beersel (1582–1627), Tochter von Jan van Wittem und Maria Margaretha van Merode.
Das Paar hat folgende überlebende Kinder:
- Maria Elisabeth II (1613–1671), Gräfin von Bergen op Zoom,⚭ Eitel Friedrich II. (Hohenzollern-Hechingen) (1601–1661)
- Hermann Oswald (1614–1622)

In zweiter Ehe war er ab 1629 mit Hiëronyma Catharina Gräfin von Spaur-Flavon (1600–1683) verheiratet. Sie war die Tochter von Georg Friedrich von Spaur-Flavon. Das Paar hat folgende überlebende Kinder:
- Elisabeth Catharina (11. Februar 1632–20. Juli 1681) ⚭ 7. August 1650 Johann IV. von Hohenrechberg-Aichen (auch:Hans von Rechberg) (5. Juni 1631–1. Juni 1676)
- Amalia Lucia (1633–1711) ⚭ Paul Jacob von Waldburg-Zeil
- Wilhelmina Juliana  (1638–1714)

⚭ Bernhard von Sayn-Wittgenstein (30. November 1620; † 13. Dezember 1675)
⚭ Charles Eugène de Croÿ (1651–1702)
Von einer weiteren Frau:
- Anna Maria Elisabeth (1600–1653)  ⚭ Bernard Albrecht von Limburg-Bronkhorst (29. August 1597; † 9. Oktober 1637), Sohn von Jobst von Limburg-Styrum
- Hermann Friedrich (1600–1669)  ⚭ 16. Dezember 1632 Josina von Löwenstein-Wertheim-Rochefort (* 1615; † 25. Dezember 1683)